# Jo Schlesser
Pour les articles homonymes, voir Schlesser.
Jo Schlesser est un pilote automobile français né le 18 mai 1928 à Liouville en Meuse, et mort en course le 7 juillet 1968 à Grand-Couronne, près de Rouen (France). Il est inhumé au cimetière de Malzéville (Meurthe-et-Moselle). Pilote très populaire en France, spécialisé dans les épreuves de catégorie Sport, il s'est également exercé au plus haut niveau des compétitions automobiles de monoplace.

## Biographie

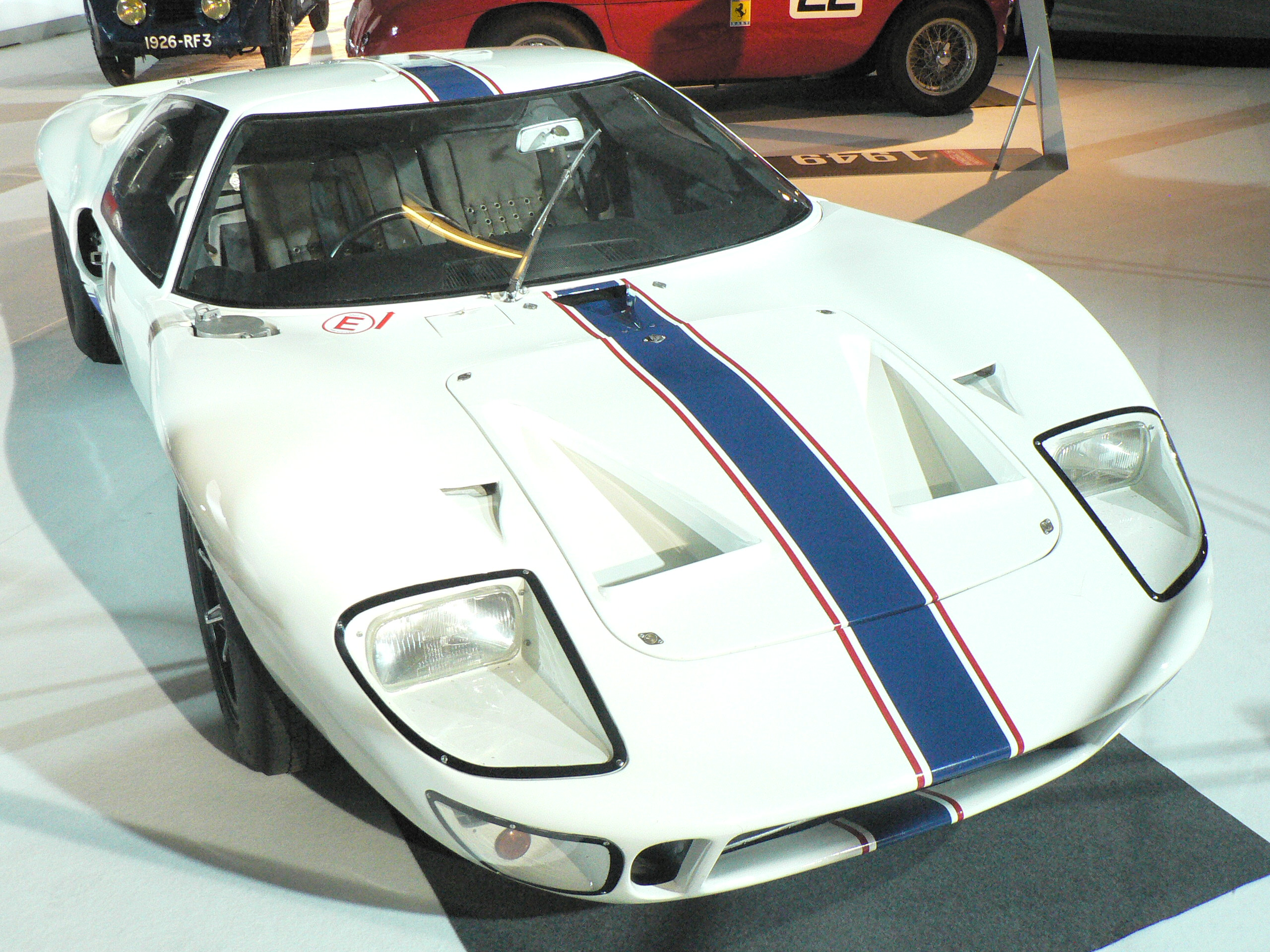
La Ford GT40 MkII de Schlesser.

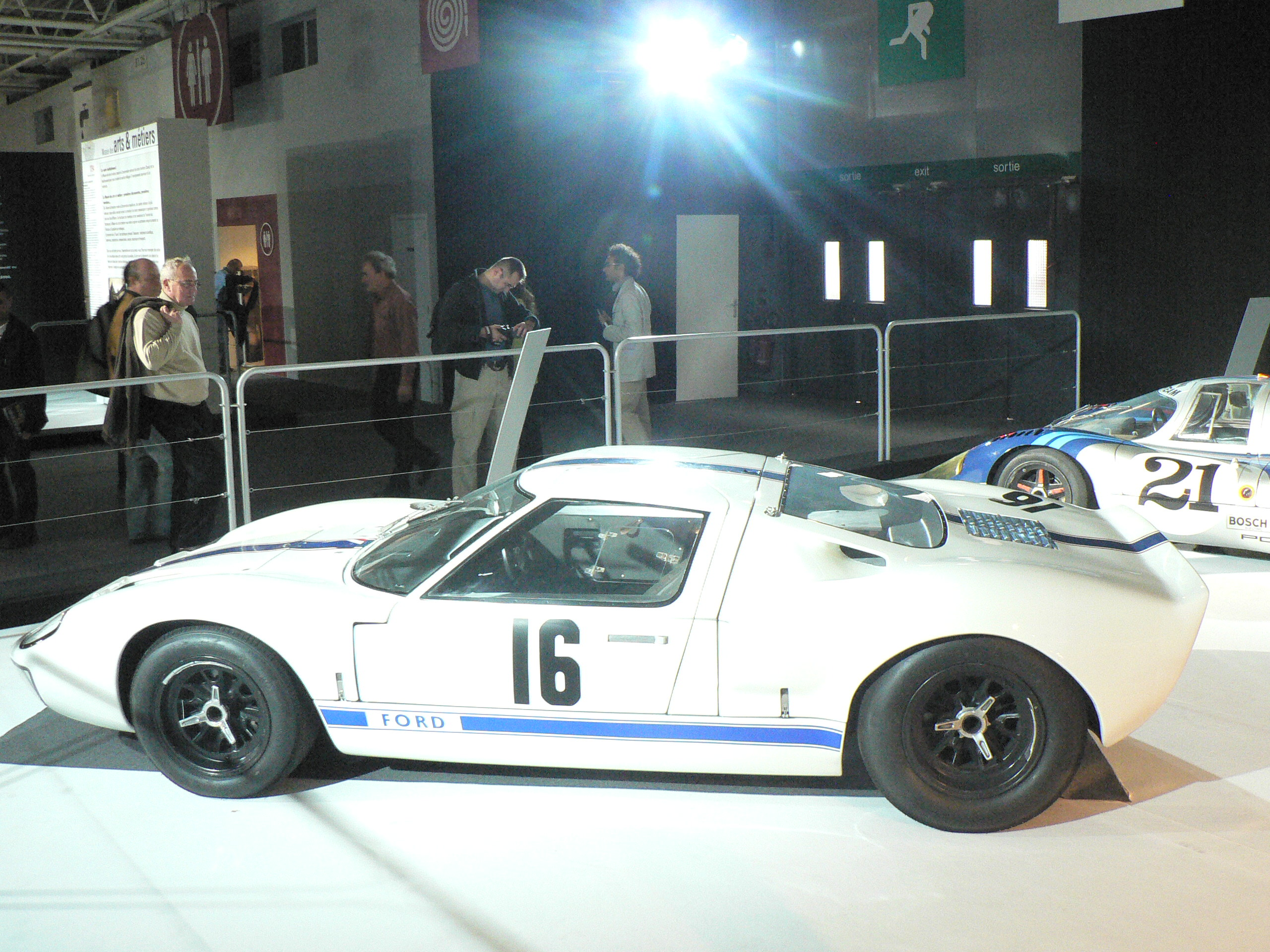
La Ford GT40 MkII de Schlesser, vainqueur des Coupes de Paris en 1967.

Jo Schlesser débute le sport automobile en 1952, remportant dès sa première course, avec son copilote Louis Bathelier, la 1re édition du Rallye de Lorraine sur Dyna Panhard Cabriolet (course qu'il remporte à nouveau en 1965 en catégorie Grand Tourisme sur AC Cobra, associé cette fois à Jacques Greder, le frère d'Henri Greder).
En 1953, il débute sur circuit en gagnant les Coupes de Paris sur Monomill, devant Alfonso de Portago. L'année suivante, il s'installe à Madagascar, où il travaille pour la société de machines à calculer Burroughs. Il y remporte le championnat insulaire, puis rentre en France en 1957. Au volant d'une Mercedes-Benz 300 SL et associé à son épouse, il termine second du rallye Liège-Rome-Liège, dont il remporte la catégorie supérieure à 2 litres.
Il achète alors en 1959 une Ferrari 250 GT pour disputer le Tour Auto. Il abandonne sur sortie de route alors qu'il est quatrième, mais parvient l'année suivante à terminer deuxième derrière Willy Mairesse (il totalisera trois secondes places en GT au Tour de France automobile, en 1957 avec Jauson, 1960 avec Loustel et 1962 avec Oreiller). En 1960, au volant de sa Ferrari, il termine second à Rouen et gagne en catégorie GT au Grand Prix de Rhénanie sur le Nürburgring, devant Hans-Joachim Walter. Il finit ensuite troisième des 1 000 kilomètres de Paris.
En 1961, Schlesser est victime d'un grave accident aux essais des 24 Heures du Mans sur une Ferrari d'usine. L'année suivante, il acquiert une Brabham de Formule Junior au volant de laquelle il devient champion de France 1962. Il récidive en 1963, année où il dispute également, sur une AC Cobra-Ford, le tour de Corse qu'il finit à la deuxième place, et remporte le Critérium des Cévennes ainsi que les Coupes du Salon à Montlhéry sur Aston Martin DP214. En 1964, après une onzième place au rallye Monte-Carlo sur Ford Falcon Sprint avec Claude le Guezec pour sa seconde participation consécutive, il dispute nombre d'épreuves d'endurance pour le constructeur Ford. Il pilote aussi en Formule 2 et gagne à Vallelunga puis termine 3e du GP de France à Montlhéry ainsi que deuxième des 1 000 kilomètres de Paris avec le Mexicain Pedro Rodríguez. Il enlève ainsi le titre de champion de France de vitesse. En 1965, il remporte en GT les 24 heures de Daytona (2e au général) et les 12 heures de Sebring (4e au général) sur AC Cobra, et gagne encore à Reims (5e au général), le tout avec les Américains Bob Johnson puis Bob Bondurant. Il enlève son quatrième titre de champion de France GT. En 1966, Schlesser entre dans l'écurie Matra de F2. En 1966 toujours (victorieux de l'ACIF Montlhéry en septembre) et 1967, il remporte encore des victoires de catégorie GT sur prototype, au Nürburgring (après 1964) et à Monza avec Guy Ligier à bord d'une Ford GT40, et participe également au GP d'Allemagne de Formule 1 (mais inscrit dans la catégorie Formule 2, admise de manière exceptionnelle aux côtés des F1 pour étoffer le plateau, il n'est pas retenu dans les statistiques officielles comme ayant disputé le GP de F1). Il remporte enfin en 1967 les 12 Heures de Reims, sur Ford GT40 MkII en compagnie de son ami Ligier. 1967 le voit terminer sa saison par une victoire aux Coupes de Paris devant l'Allemand Leinenweber et par une quatrième place aux 1 000 kilomètres de Paris.
Puis, en 1968, après une troisième place aux 24 Heures de Daytona avec l'Américain Buzzetta et une victoire de catégorie aux 1 000 kilomètres de Spa (2e au général) avec Gerhard Mitter toutes deux acquises sur Porsche 907, il dispute enfin à 40 ans son « vrai » premier Grand Prix de Formule 1 à l'occasion du Grand Prix de France, organisé sur le tracé du Circuit de Rouen-les-Essarts. Engagé par l'usine Honda, il est chargé de faire débuter la nouvelle Honda RA302, très expérimentale avec un châssis en magnésium, que le premier pilote de l'écurie, John Surtees, a récusée, la jugeant trop dangereuse et insuffisamment au point. Au troisième tour, sur une piste humide, alors que Schlesser est en queue de peloton, il perd le contrôle de sa monoplace dans la courbe des Six-Frères. La voiture glisse sur la gauche de la piste et percute violemment le talus. La Honda, dont le réservoir contient encore plus de 200 litres de carburant, s'embrase instantanément. Schlesser, prisonnier de sa monoplace, ne survivra pas à l'incendie. Jacky Ickx, vainqueur de l'épreuve, dépose le bouquet de la victoire à l'endroit de l'accident.

## Divers
- Jo Schlesser est l'oncle de Jean-Louis Schlesser, qui s'est également illustré dans la compétition automobile. Pilote éclectique, il a disputé un GP de Formule 1 (Italie 1988), a été double champion du monde de Sport-prototypes et multiple vainqueur de la Coupe du monde de Rallye-Raid.
- Guy Ligier, pilote et ami de Jo Schlesser, a lancé sa propre marque de voiture de course et notamment de Formule 1 dans les années 1970 ; en hommage à son ami disparu, toutes les Ligier ont les initiales « JS » avant leur numéro de série.
- Jo Schlesser a été en 1964 le premier pilote français à participer à une épreuve de NASCAR et notamment aux Daytona 500. Depuis, seuls Claude Ballot-Léna en 1978 et Michel Disdier en 2014 l'ont rejoint[4].

## Résultats en championnat du monde de Formule 1

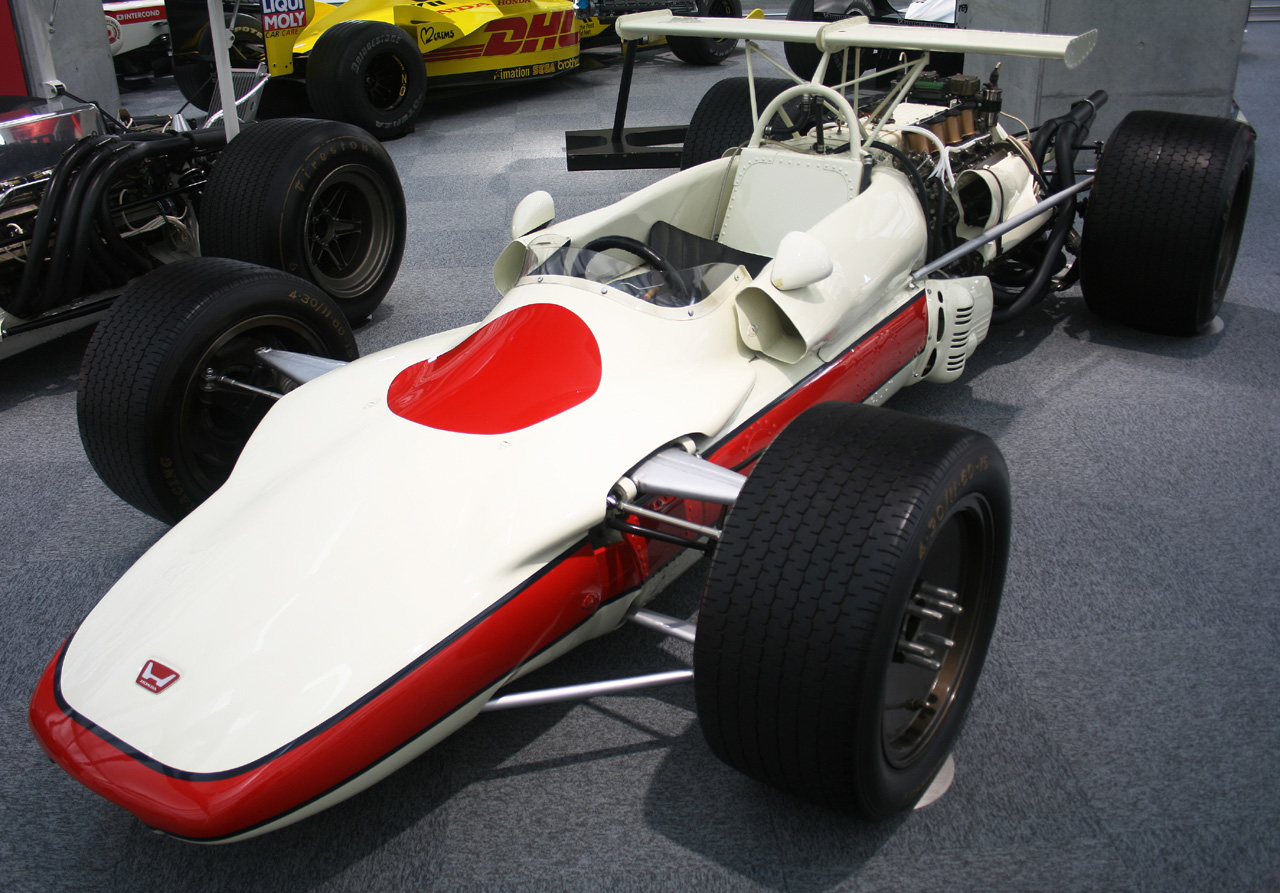
Une Honda RA302 semblable (à l'aileron près) à celle au volant de laquelle il s'est tué lors du Grand Prix de France 1968.

| Saison | Écurie       | Châssis | Moteur   | Pneus     | GP disputés | Points inscrits | Classement |
| ------ | ------------ | ------- | -------- | --------- | ----------- | --------------- | ---------- |
| 1968   | Honda France | RA302   | Honda V8 | Firestone | 1           | 0               | n.c.       |

## Résultats aux 24 Heures du Mans
| Année | Équipe                     | Voiture                      | Équipiers         | Résultat                      |
| ----- | -------------------------- | ---------------------------- | ----------------- | ----------------------------- |
| 1960  | North American Racing Team | Ferrari 250GT SWB California | William Sturgis   | Abandon sur casse moteur      |
| 1963  | Aston Martin Lagonda Ltd.  | Aston Martin DP214           | William Kimberley | Abandon sur casse moteur      |
| 1964  | Ford Motor Company         | Ford GT40                    | Richard Attwood   | Abandon sur accident          |
| 1965  | Ford France S.A.           | Shelby Cobra Daytona         | Allen Grant       | Abandon sur casse d'embrayage |
| 1966  | Matra Sports SARL          | Matra MS620                  | Alan Rees         | Abandon sur accident          |
| 1967  | Holman & Moody             | Ford GT40 Mk.IIB             | Guy Ligier        | Abandon sur accident          |

## Titres
- Champion de Madagascar : 1957 ;
- Championnat de France de Formule Junior : 1962 et 1963 ;
- Champion de France de vitesse : 1964 ;
- Champion de France "course" : 1965 :
- Champion de France Grand Tourisme : à 4 reprises, jusqu'en 1965 ;
- Participation à la victoire de Shelby au Championnat du monde des voitures de sport 1965, sur l'AC-Cobra (catégorie GT - Division III).